# 고토 준지 (축구 선수)
고토 준지(일본어: 後藤 純二, 1971년 8월 9일 ~ )는 일본의 전 축구 선수이다.

## 구단 경력
1994년 재팬 풋볼 리그의 교토 퍼플 상가에 입단했다. 1995년 재팬 풋볼 리그 준우승으로 J1리그로 승격했다. 1996년까지 11경기에 출전, 1996년후 현역 은퇴.